# パシャ
パシャ（オスマン語: پاشا）は、オスマン帝国の高官、高級軍人の称号。

## 語源
語源は不明だが、ペルシア語の「パーディシャー（大王）」に由来するとする説、トルコ語の「バシュ・アガ（長兄）」に由来するとする説などがある。

## 解説
トルコ、エジプト、イラクなどで使用された称号。13世紀、セルジューク朝で使われはじめ、オスマン帝国時代には一部の軍人、高官に与えられ、のちに州知事、官吏の特権的称号となった。トルコ共和国成立以後、高級軍人はこの称号をもっていた。
トルコ人男性の名前の一部に用いられることもあるが、普通には15世紀頃からオスマン帝国においてヴェズィール（宰相）やベイレルベイ（州総督）の官職を持つ高級官僚に与えられるようになり、称号として使われた。
近代に入ってからも、首相や大臣、州知事、将官クラスの高級軍人の称号として用いられた。ムスタファ・ケマル・パシャなどのオスマン帝国末期に与えられたパシャの称号は、オスマン帝国滅亡後のトルコ共和国でもそのまま敬称として使われていたが、1934年に公式称号として全面的に廃止されて使われなくなった。
エジプト州知事など、パシャの称号をもつ州知事の官職を指してパシャと呼ぶこともある。

## ギャラリー

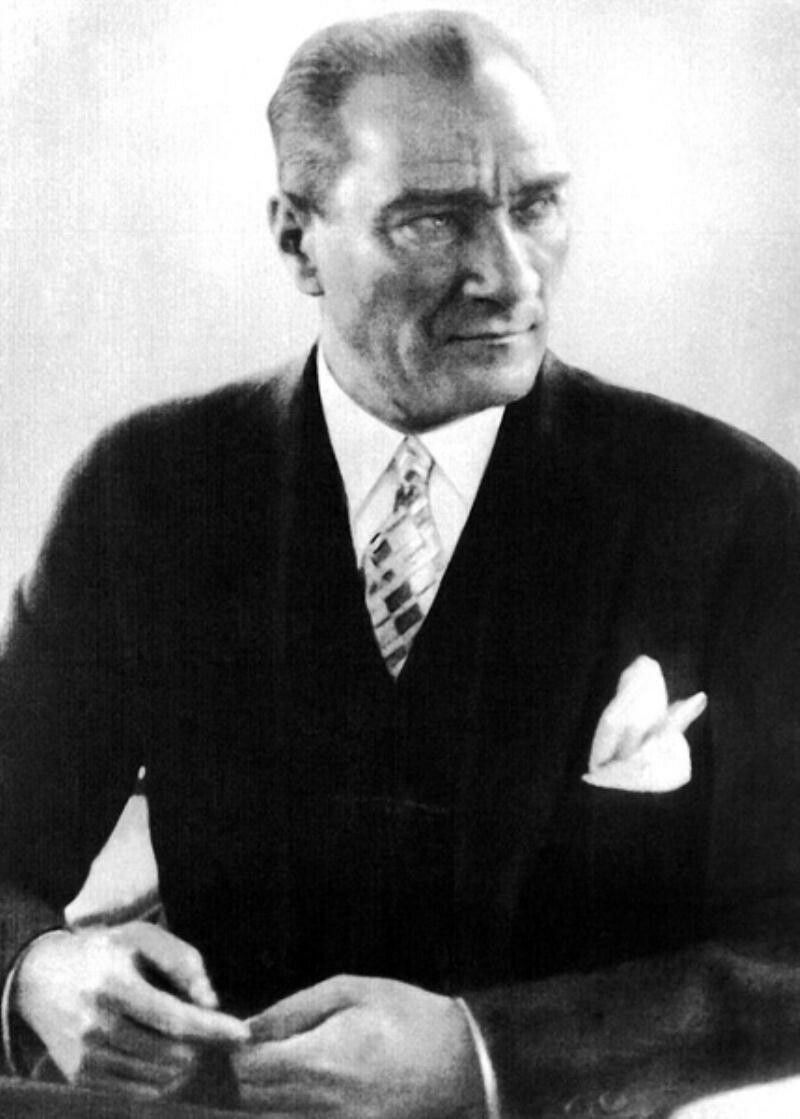
ケマル・パシャことムスタファ・ケマル・アタテュルク（トルコ共和国初代大統領）
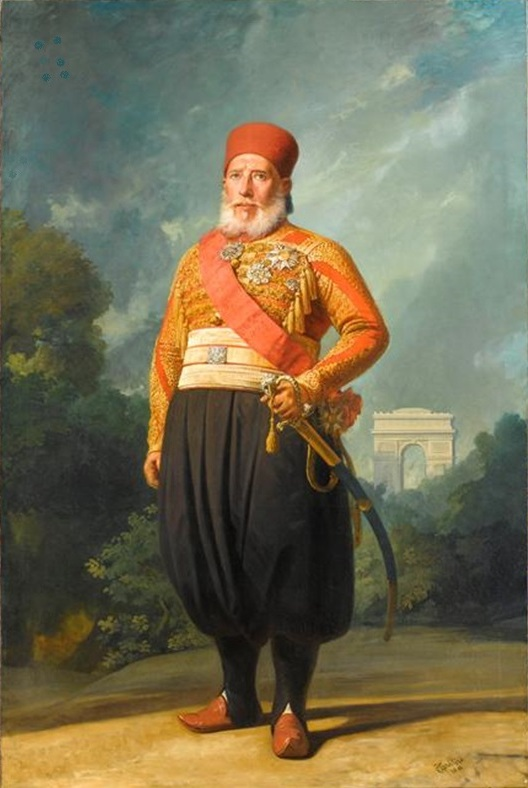
イブラーヒーム・パシャ（オスマン帝国領エジプト総督）
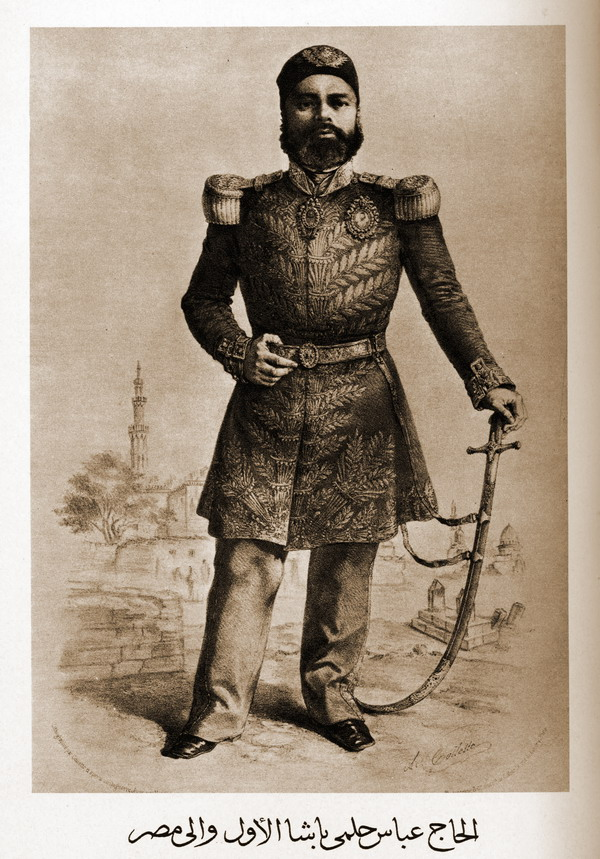
アッバース・パシャ（同）
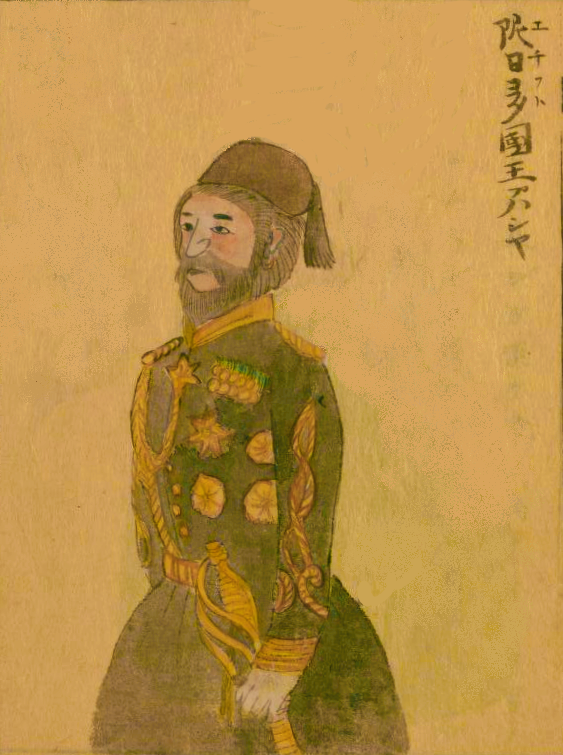
サイード・パシャ（同）
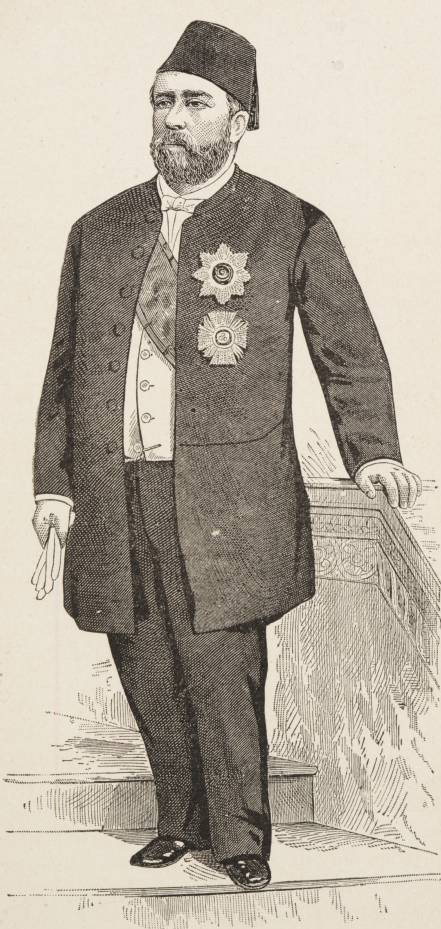
イスマーイール・パシャ（同）
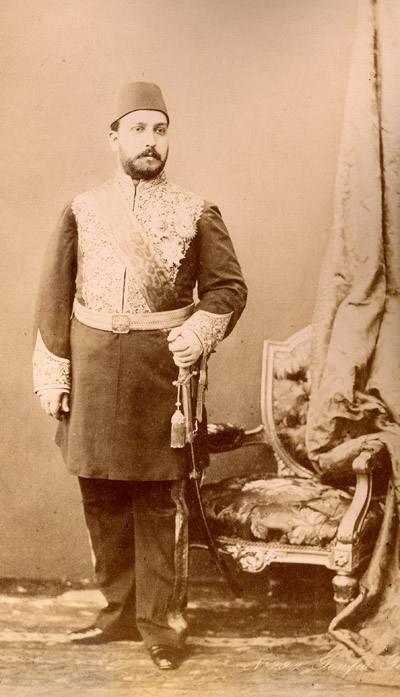
タウフィーク・パシャ（オスマン帝国領エジプト副王）
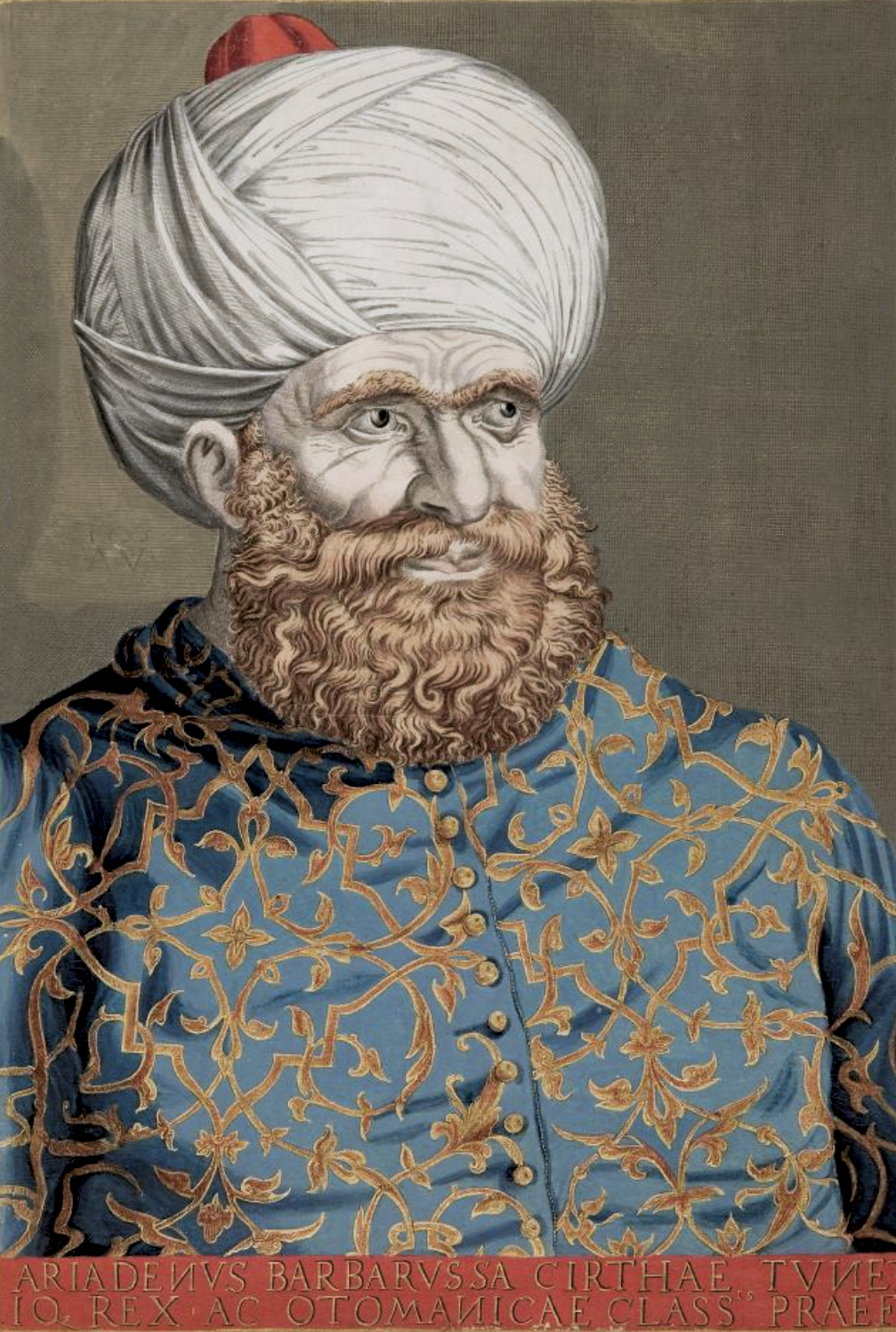
バルバロス・ハイレッディン・パシャ（オスマン帝国海軍提督）
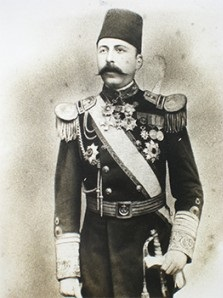
アリ・オスマン・パシャ（エルトゥールル (フリゲート)艦長）
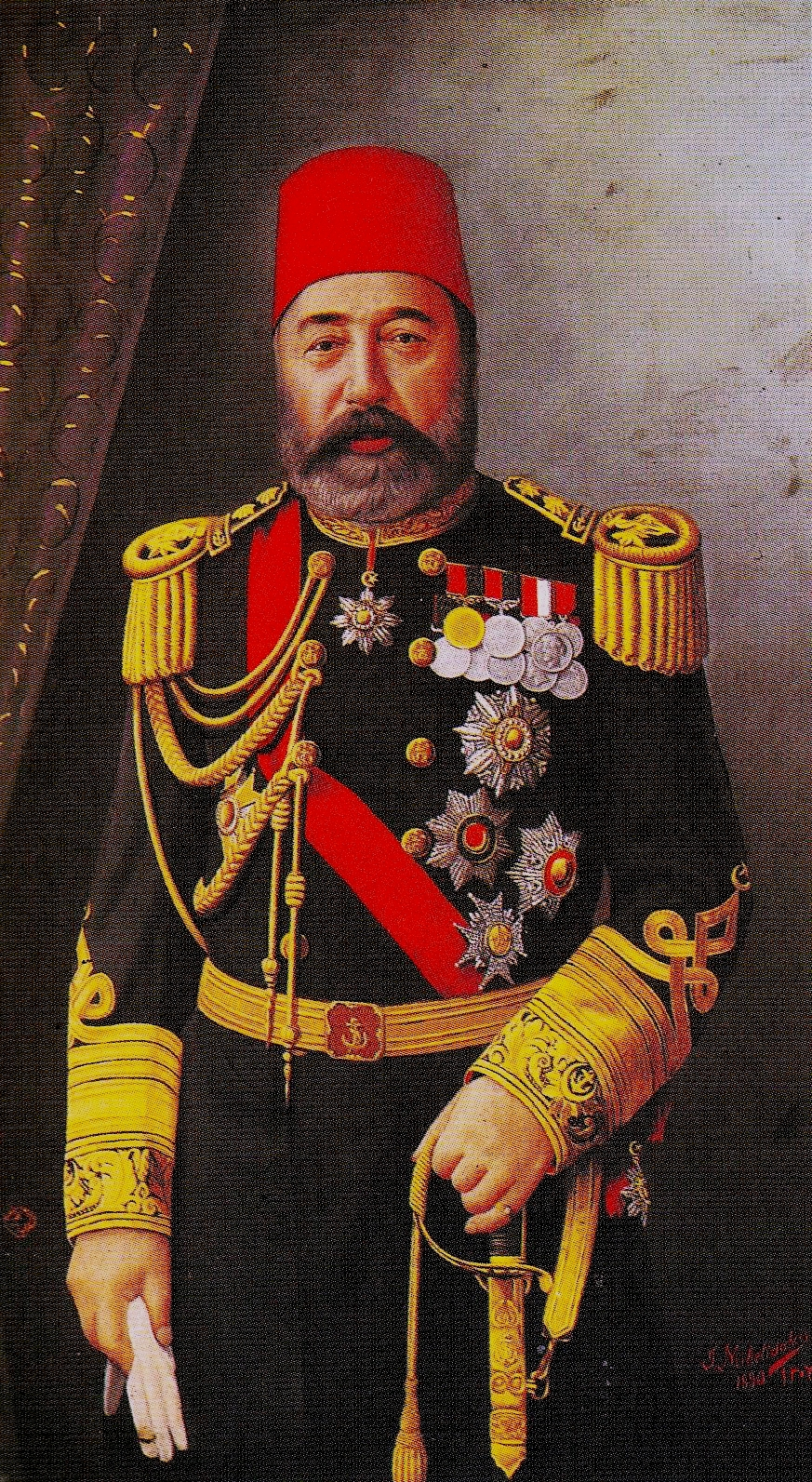
ボスカーダル・ハサン・フースムー・パシャ（エルトゥールル号遭難事件当時のトルコ海軍提督）